# Gleditsia
Gleditsia L., 1753 è un genere di piante della famiglia delle Fabacee (o Leguminose) che comprende alberi diffusi nelle regioni temperate e subtropicali delle due Americhe e anche in parte dell'Asia e dell'Africa.
Il nome fu scelto da Linneo in onore del botanico tedesco Johann Gottlieb Gleditsch (1714–1786) .

## Descrizione
La maggior parte delle specie di Gleditsia presentano vistose spine ramificate sul tronco.
Gleditsia triacanthos, nota come spino di Giuda, è presente anche in Italia, dove non è indigena, ma si è naturalizzata in alcune località, molto coltivata come specie ornamentale.

## Tassonomia
Il genere Gleditsia comprende le seguenti specie:
- Gleditsia amorphoides (Griseb.) Taub.
- Gleditsia aquatica Marshall
- Gleditsia assamica Bor
- Gleditsia australis F.B.Forbes & Hemsl.
- Gleditsia caspia Desf.
- Gleditsia fera (Lour.) Merr.
- Gleditsia japonica Miq.
- Gleditsia medogensis Z.C.Ni
- Gleditsia microphylla D.Gordon ex Y.T.Lee
- Gleditsia rolfei S.Vidal
- Gleditsia saxatilis Z.C.Lu, Y.S.Huang & Yan Liu
- Gleditsia sinensis Lam.
- Gleditsia × texana Sarg.
- Gleditsia triacanthos L. - spino di giuda